# Бразильско-израильские отношения
Израильско-бразильские отношения — двусторонние отношения между Бразилией и Израилем. У Бразилии есть посольство в Тель-Авиве и почётное консульство в Хайфе. У Израиля есть посольство в Бразилиа и генеральное консульство в Сан Паулу. Бразилия и Израиль поддерживают тесные политические и военные связи. Армии обеих стран тесно сотрудничают. Бразилия является полноправным членом организации Союзников Израиля (Israel Allies Caucus), политической организации, которая задействует произраильских парламентариев в правительствах стран мира.
По данным переписи IBGE, Бразилия занимает 9-е место среди крупнейших еврейских общин в мире и 2-е место в Латинской Америке — около 107 329 человек. По оценкам Еврейской конфедерации Бразилии (CONIB), в Бразилии насчитывается более 120 000 евреев. В Израиле проживает около 20 000 бразильцев, большинство из которых составляют бразильские евреи.

## Поддержка евреев во время Второй мировой войны
На ранних этапах Второй мировой войны Бразилия принимала участие в первых трех консультативных совещаниях министров иностранных дел латиноамериканских республик, которые разработали рекомендацию о коллективном разрыве дипломатических отношений с державами оси. На конференции в Рио-де-Жанейро 1942 года Бразилия объявила о прекращении всех дипломатических отношений с нацистской Германией, тем самым присоединившись к союзным державам. В конечном счете большинство стран Южной Америки сделали то же самое, за исключением Аргентины и Чили.
В то время как Освальдо Арана был министром иностранных дел с 1938 по 1944 год, многим евреям были выданы визы в Бразилию. В 1939 году евреям выдали 4 601 разрешение и временный вид на жительство в Бразилии. В том же году 9 % от всех видов на жительство и 14 % от временных бразильских виз были выданы людям еврейского происхождения. В 1940 году 2500 еврейских иммигрантов получили бразильские визы.
Альберт Эйнштейн попросил Освальдо Араньи помочь в получении визы для его подруги, немецкой еврейки Элен Фабиан-Кац. Эйнштейн ранее обращался к правительству Соединенных Штатов за помощью, но США отказали Фабиан-Кац в визе. Фабиан-Кац получила визу в Бразилию и присоединилась к брату, который уже проживал в Сан-Паулу.

## Роль в провозглашении независимости Израиля
Бразилия сыграла большую роль в создании Государства Израиль. В 1947 году Бразилия занимала должность в Президиуме Генеральной Ассамблеи ООН, которая провозгласила План раздела Палестины. Посол Освальдо Аранья, тогдашний глава бразильской делегации в ООН, поддерживал и активно лоббировал разделение Палестины, что привело к созданию Государства Израиль. Сегодня улицы в израильских городах, таких как Беэр-Шева и Рамат-Ган, и площадь в Иерусалиме названы в честь Араньи. В 2007 году улица в Тель-Авиве была названа в его честь на церемонии, на которой присутствовали его родственники и посол Бразилии в Израиле.
Бразилия также была одной из первых стран, признавших Государство Израиль 7 февраля 1949 года, менее чем через год после принятия Израилем Декларации независимости. Первое посольство Израиля было открыто в 1955 году в Рио-де-Жанейро, тогда столице Бразилии, и первым послом был Давид Шалтиэль.

## Политические связи
Бразилия является полноправным государством-членом Israel Allies Caucus, политической юридической организации, которая работает с произраильскими парламентариями по всему миру. Федеральный депутат Фатима Пелаес, представитель штата Амапа в бразильском парламенте, выступает в качестве сопредседателя Группы поддержки бразильских израильских союзников.
16 июня 2017 года в должность вступил новый бразильский посол в еврейском государстве Меира де Васконселос. На церемонии вручения верительных грамот израильский президент Ривлин отчитал нового посла за поддержку антиизраильской резолюции при голосовании в ЮНЕСКО.
В ноябре 2018 года избранный президент Бразилии Жаир Болсонару пообещал перенести посольство Бразилии в Израиле из Тель-Авива в Иерусалим, вслед за посольствами США и Гватемалы.
28 декабря 2018 года израильский премьер Нетаньяху прилетел в Бразилию и встретился с новоизбранным президентом этой страны. Нетаньягу присутствовал на церемонии инаугурации Болсонару, а также провёл встречи с министрами иностранных дел и обороны Бразилии. В ходе переговоров стороны договорились укреплять двустороннее сотрудничество в сфере экономики, безопасности, управления водными ресурсами, сельского хозяйства, технологий и других областях. Жаир Болсонару вручил премьер-министру Биньямину Нетаниягу высший национальный почетный орден Бразилии, а также принял приглашение Нетаньяху посетить Израиль с ответным визитом.
В сентябре 2019 года в кулуарах Генассамблеи ООН состоялась встреча глав МИД обеих стран Исраэля Каца и Эрнесту Араужу. Стороны договорились о развитии стратегического и экономического сотрудничества между странами. Кроме того, велись переговоры о внесении Бразилией организации Хезболла в список террористических.